# Электроника Б3-18
«Электроника Б3-18» (модификации: «Электроника Б3-18А», «Электроника Б3-18М») — один из первых советских инженерных микрокалькуляторов. Позволяет выполнять четыре арифметические операции, а также возводить в квадрат и извлекать квадратный корень, в два приёма возводить в любую степень в пределах восьми разрядов, вычислять обратные величины, логарифмы и антилогарифмы, тригонометрические функции, проводить операции с памятью.
Цена калькулятора в 1976 году составляла 220 рублей. 

## Технические характеристики
- Элементная база:

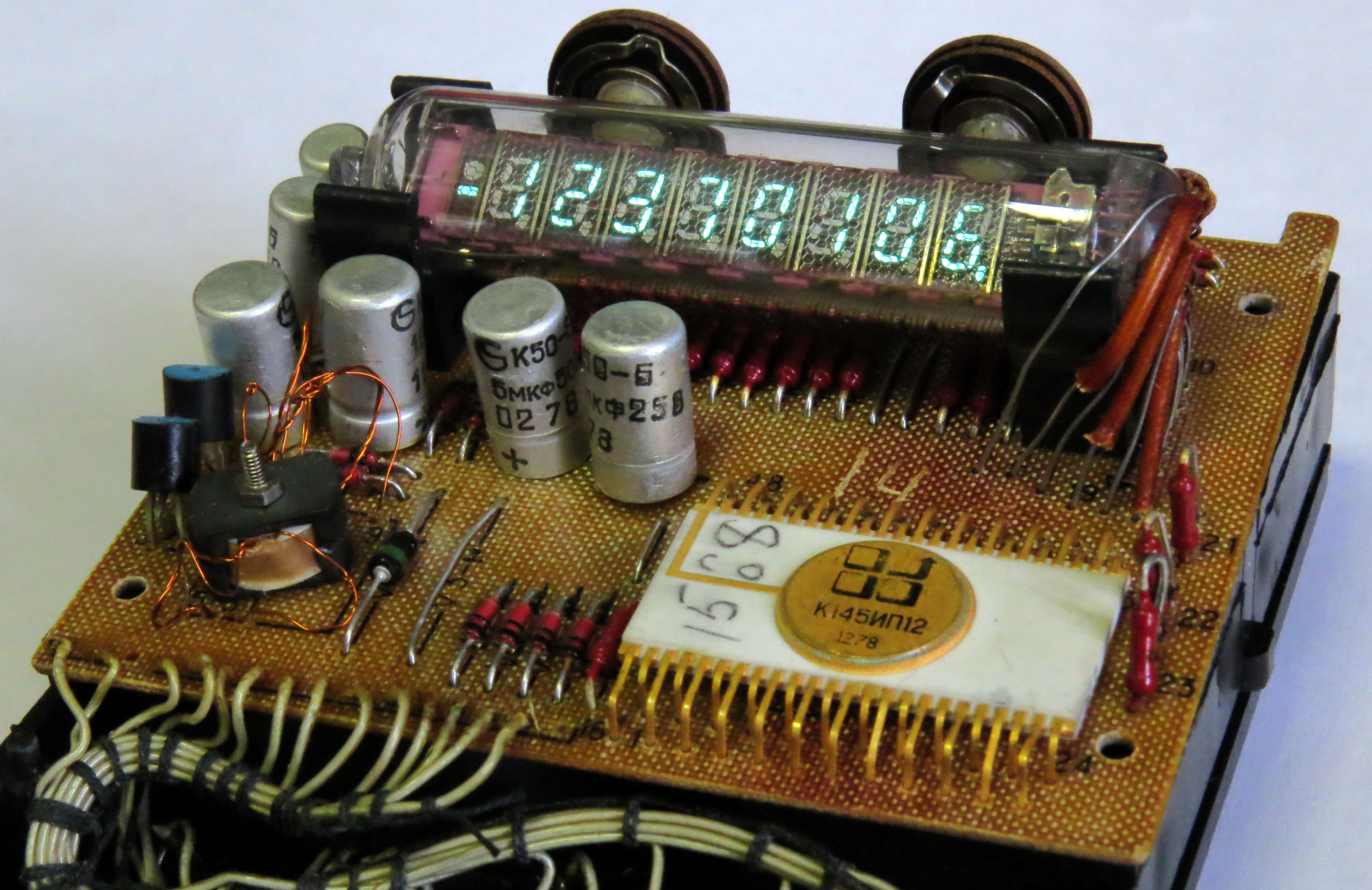
Плата калькулятора "Электроника Б3-18А"

  - К145ИП7П — управляющая микросхема (процессор) для Б3-18, Б3-18А [источник не указан 1258 дней];
  - К145ИП12 — управляющая микросхема (процессор) для Б3-18М [источник не указан 1258 дней](содержит 16 тыс. транзисторов, резисторов и конденсаторов на кристалле размером 5x5 мм[1];
- Дисплей: вакуумный, люминесцентный, содержит 8 числовых разрядов, зелёный цвет обеспечен свечением люминофора и пропускается зелёной плёнкой-светофильтром экрана;
- Клавиатура: 20 клавиш, 2 переключателя (питание и единицы измерения углов градусы/радианы);
- Питание: от аккумуляторов типа Д-0,55С (4 шт.) или от внешнего блока питания.[источник не указан 2730 дней]

### Модификации

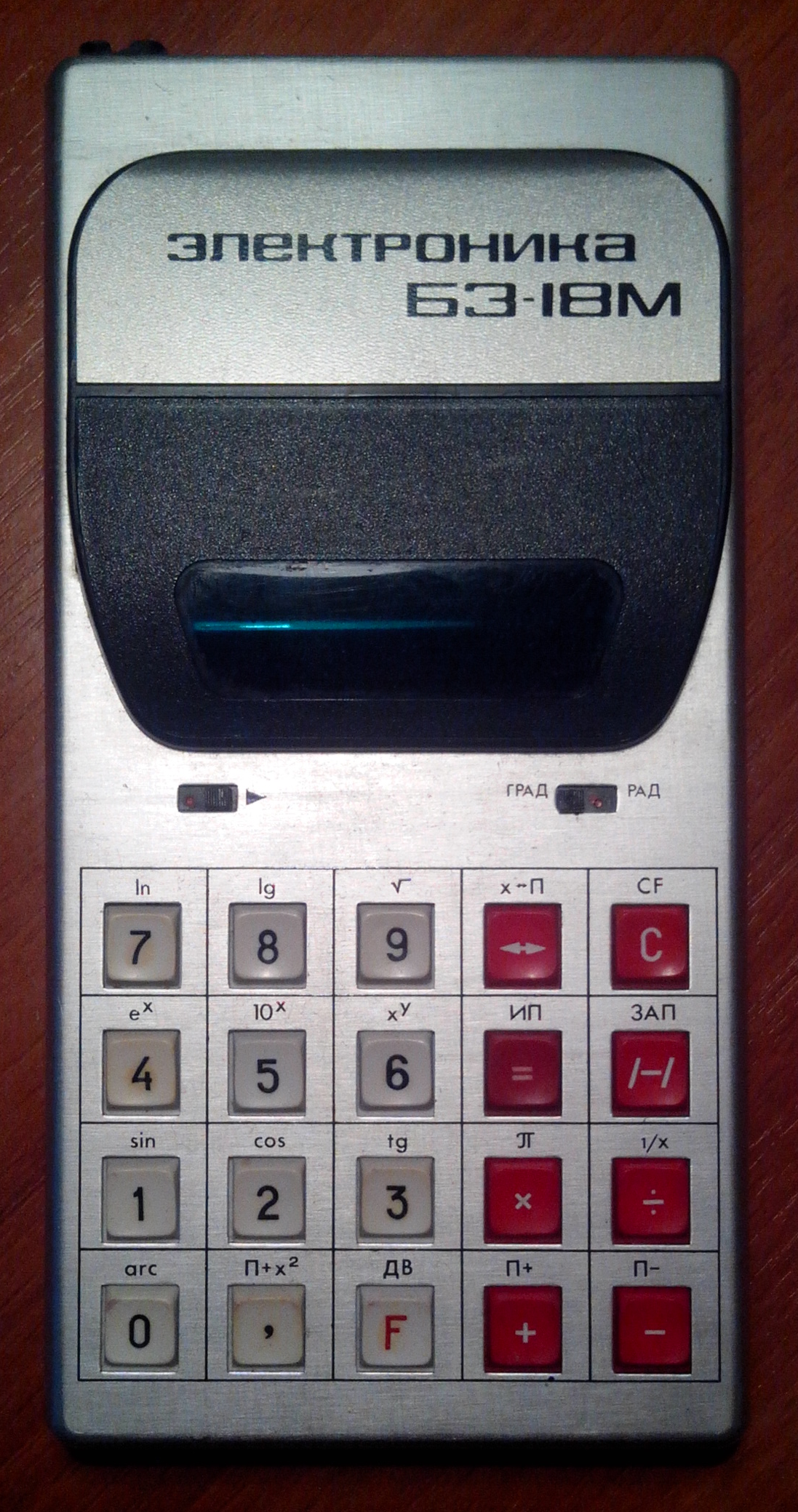
«Электроника Б3—18М»

Известно 3 модификации калькулятора: Б3-18, Б3-18А, Б3-18М (последний выпускался позже как «Электроника МК-18М») — они различались габаритами и дизайном.
Б3-18М имел доступный пользователю отсек питания, в который можно было установить одну из двух прилагаемых кассет: для аккумуляторов Д-0,55С или для элементов А316 «Квант» (R6, AA). Цена такого варианта изначально (на 1978 год) была 200 руб. без источников питания, к 1982 году опустилась до 45 руб.
Б3-18 — редкая модель микрокалькуляторов. Сразу после её выпуска появилась Б3-18А, а Б3-18 снята с производства.

## Фотографии Б3-18А

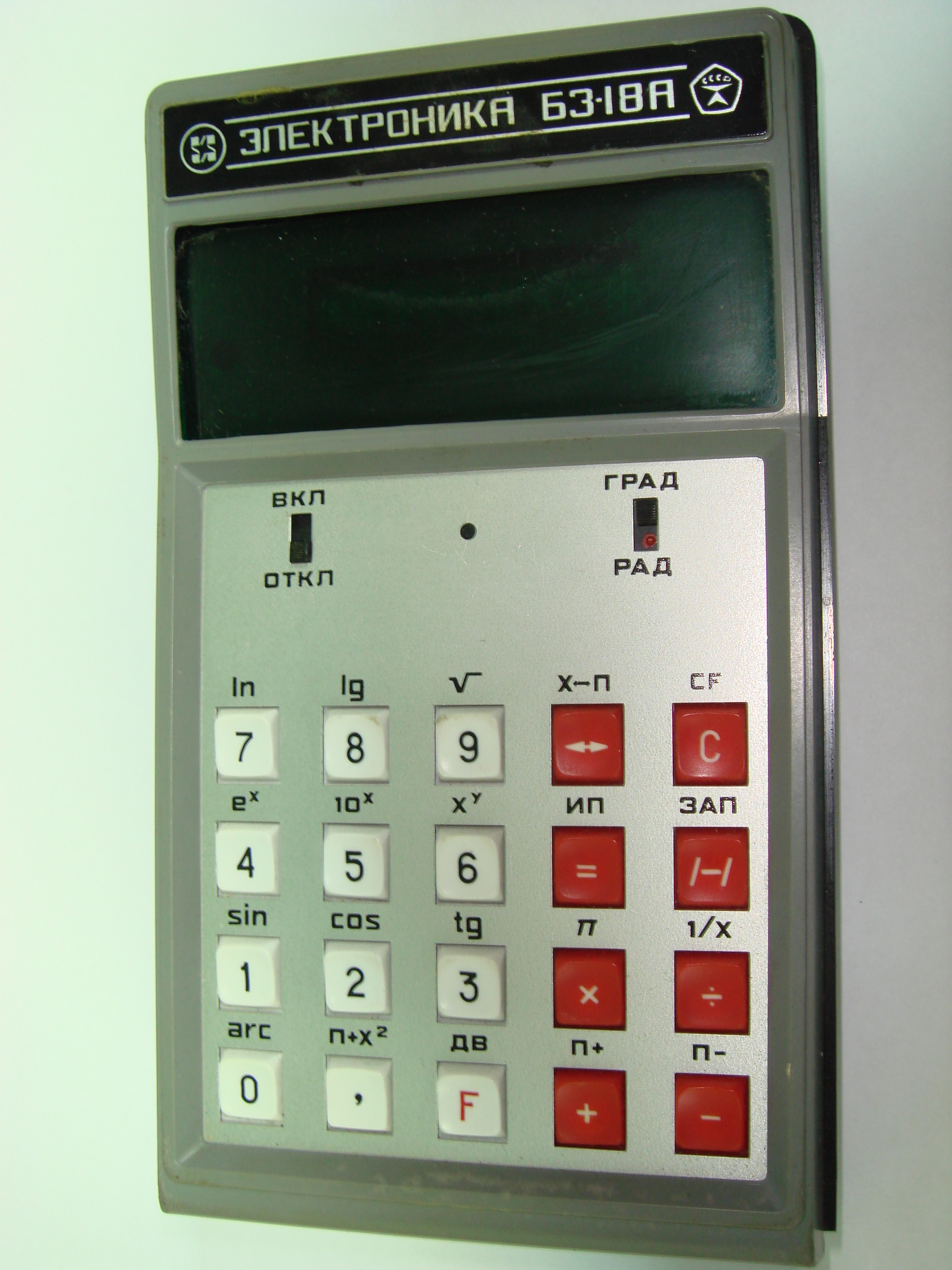
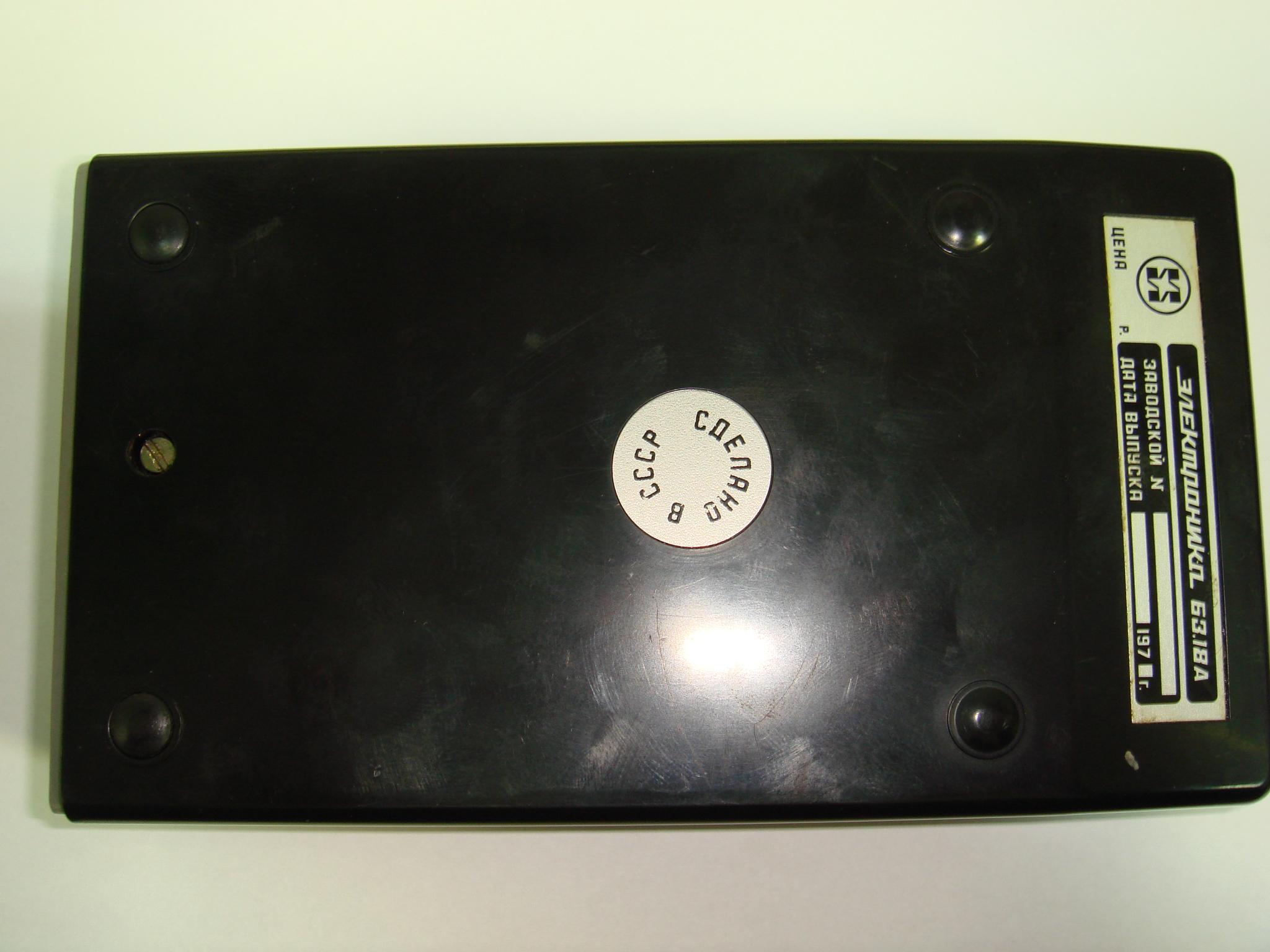
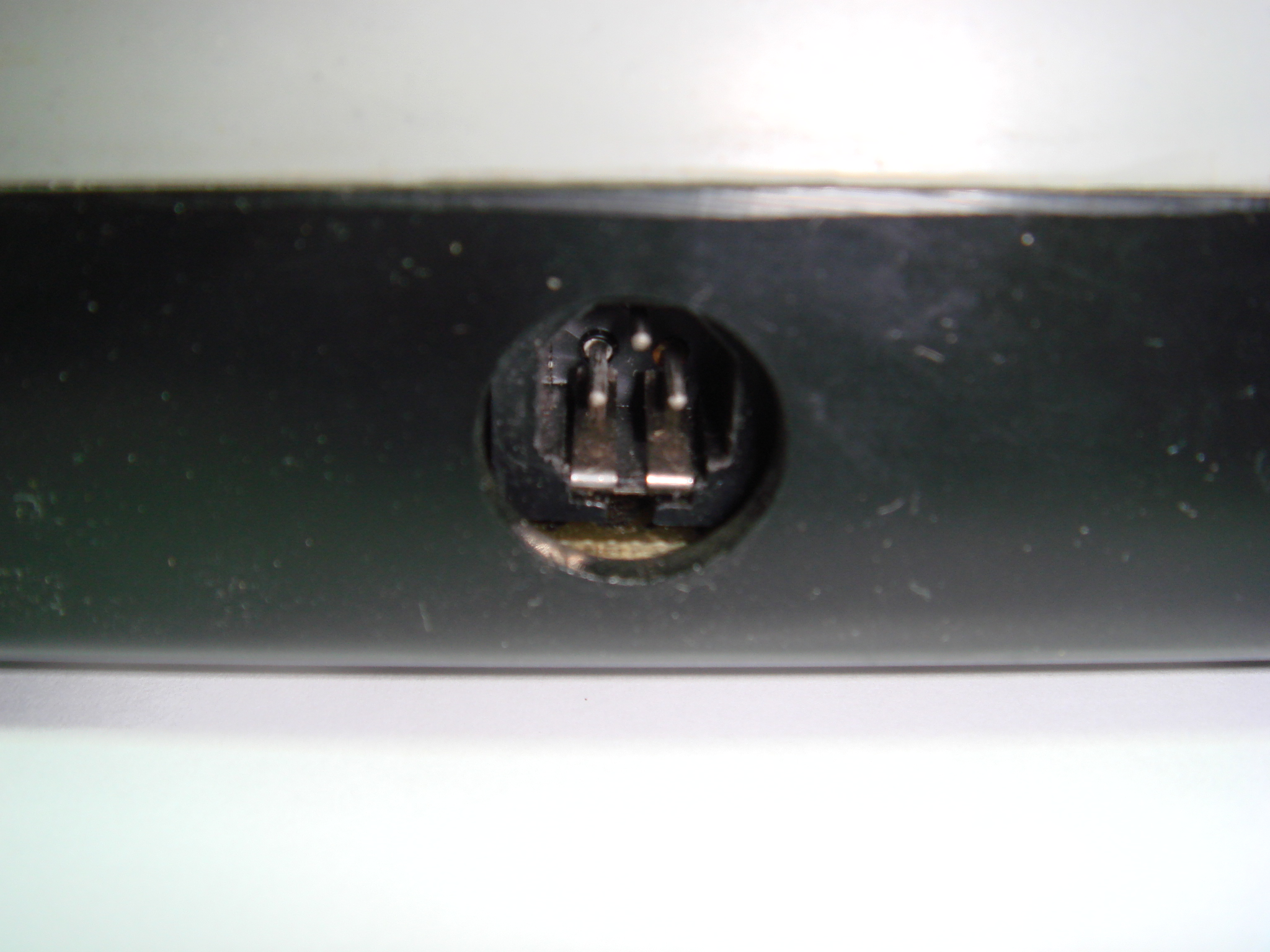
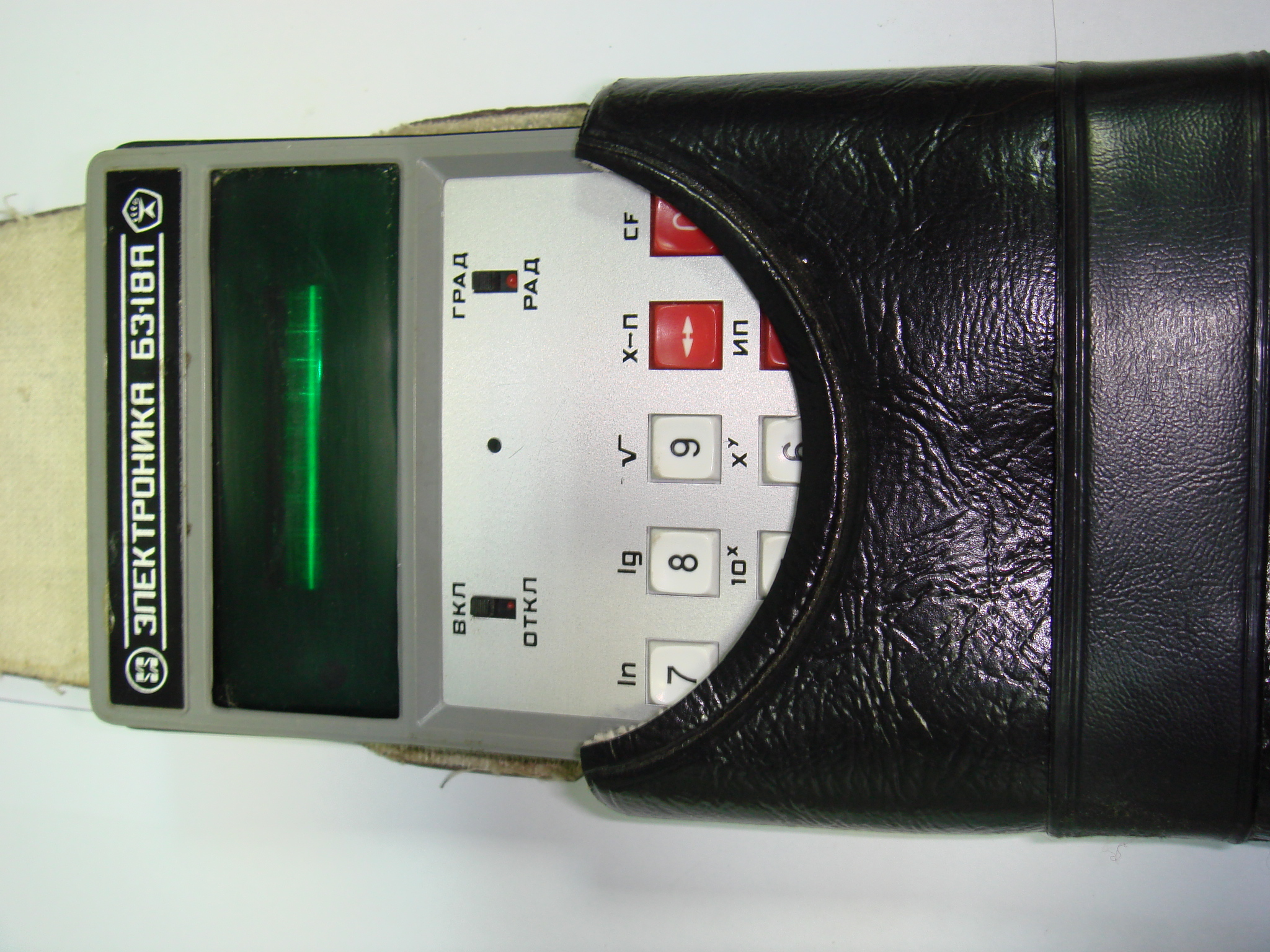
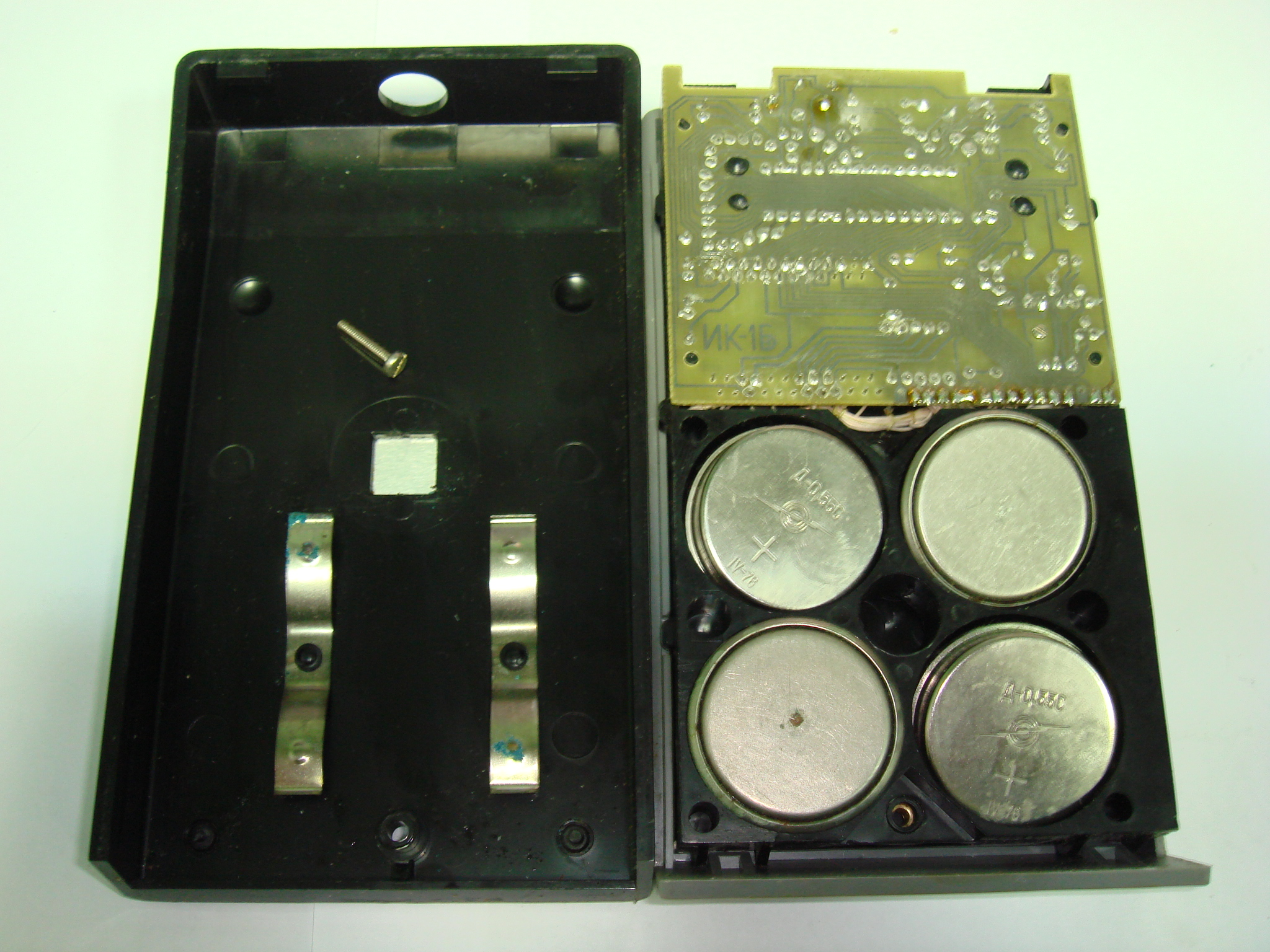
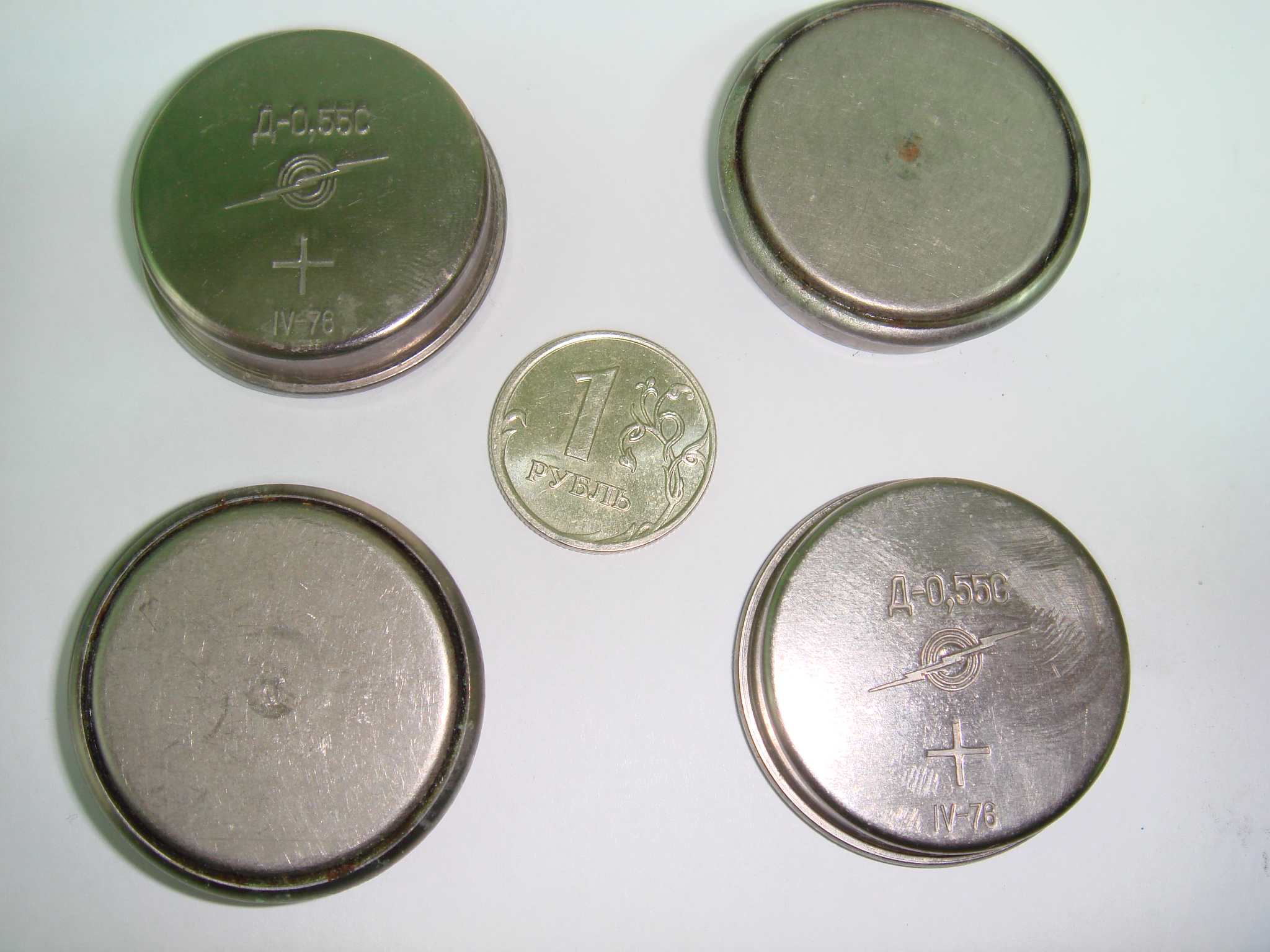
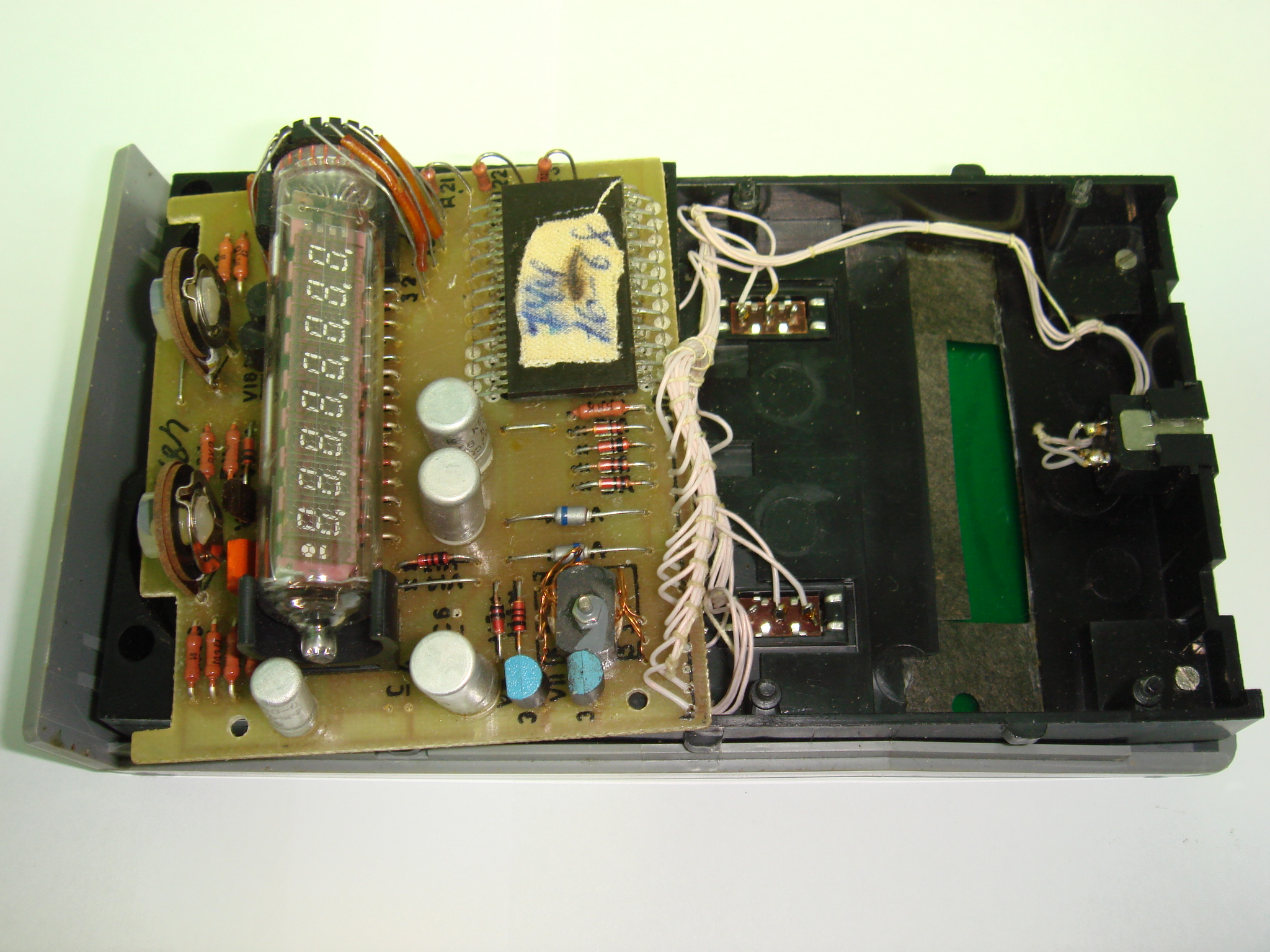
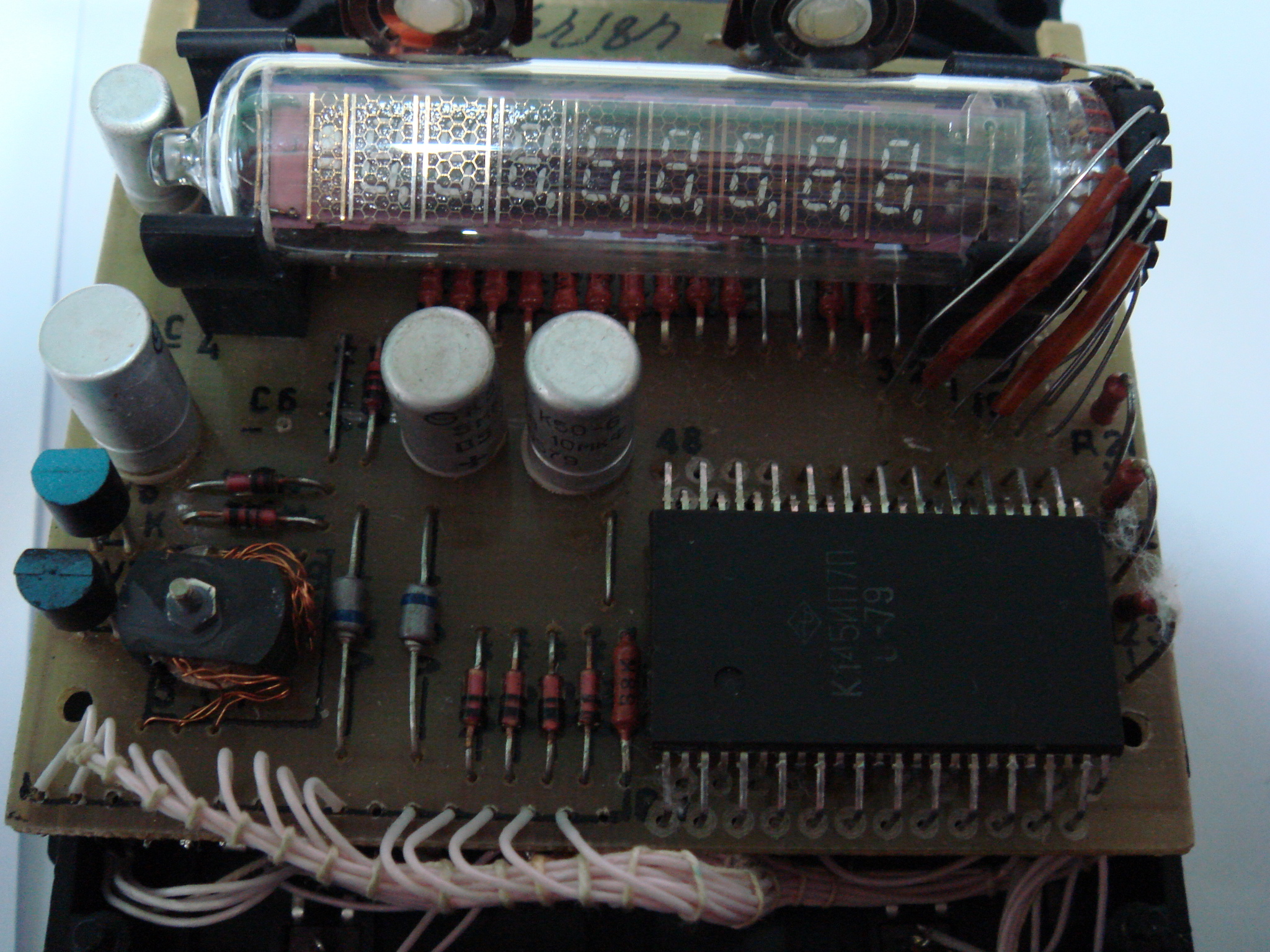